# Sloanea shankii
Espèce
Statut de conservation UICN

 CR C2a : 
En danger critique
Sloanea shankii est une espèce de plantes de la famille des Elaeocarpaceae.

## Publication originale
- Ceiba 3(3): 213. 1953.